# Rachel Manley
Rachel Manley là một nhà văn người Jamaica trong thơ và văn xuôi, sinh ra ở Cornwall, Anh, lớn lên ở Jamaica và hiện đang cư trú tại Canada. Cô là con gái của cựu Thủ tướng Jamaica Michael Manley. Cô đã kết hôn ngắn với George Albert Harley de Vere Drumond, cha của đạo diễn phim Matthew Vaughn. Cô đã chỉnh sửa nhật ký của Edna Manley, được xuất bản năm 1989. Cô đã giành được giải thưởng của Toàn quyền về tiểu thuyết tiếng Anh vào năm 1997 cho cuốn hồi ký Drumblair: Memories of a Jamaica. Kể từ đó, cô đã xuất bản thêm hồi ký và một số tập thơ. Các tác phẩm tiểu sử khác của cô bao gồm Ngựa trong tóc cô: Câu chuyện của cháu gái (2008), Trong bóng râm của cha tôi (2004), và Dòng chảy (2000).
Cô đã xuất bản cuốn tiểu thuyết đầu tay của mình, The Black Peacock, vào năm 2017. Cuốn sách là một tác phẩm lọt vào vòng chung kết cho Giải thưởng tiểu thuyết đầu tiên năm 2018 của amazon.ca.